# Preston Tucker
Preston Thomas Tucker (Capac, 21 settembre 1903 – Ypsilanti, 26 dicembre 1956) è stato un ingegnere e imprenditore statunitense.
Visionario appassionato d'auto e inventore di tecnologie avanzate realizzate artigianalmente, viene ricordato soprattutto per la creazione della Tucker Torpedo del 1948 e per la "torretta Tucker" adottata dal governo statunitense nella Seconda guerra mondiale.

## Carriera

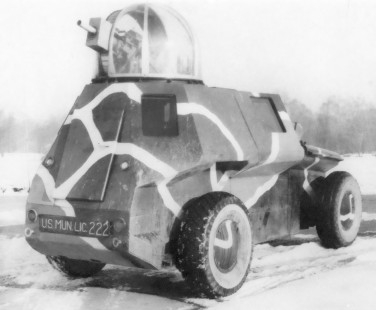
Tucker Tiger Tank

Si interessò fino dagli anni '30 all'automobile entrando in società con Harry Miller, costruttore di plurivittoriose vetture da competizione, fondando nel 1935 la Miller and Tucker Inc. per la produzione di auto da corsa. Dopo la morte del socio, Tucker tornò in Michigan con l'intenzione di avviare una sua produzione di autoveicoli.
Con l'approssimarsi degli eventi bellici in Europa si dedicò ai veicoli militari realizzando nel 1938 un prototipo di autoblindo compatto, il Tucker Tiger Tank. Dotato di un possente motore Packard V12 era accreditato di una velocità di 78 miglia orarie (125 km/h) su terreno accidentato, e di ben 114 miglia orarie (183 km/h) su terreno livellato, troppo in eccesso rispetto alle specifiche richieste e per questo rifiutato dall'esercito degli Stati Uniti.
Era armato con mitragliatrici calibro .30 e calibro .50 e di un cannone antiaereo da 37 mm installato in una torretta girevole in vetro antiproiettile montata sopra la parte posteriore del mezzo. L'autoblindo non fu accettato ma ebbe successo la torretta di Tucker che suscitò l'interesse sia della marina che dell'aviazione che la utilizzarono sulle torpediniere e sui bombardieri B-17 e, modificata, sui B-24.

## La Tucker Corporation

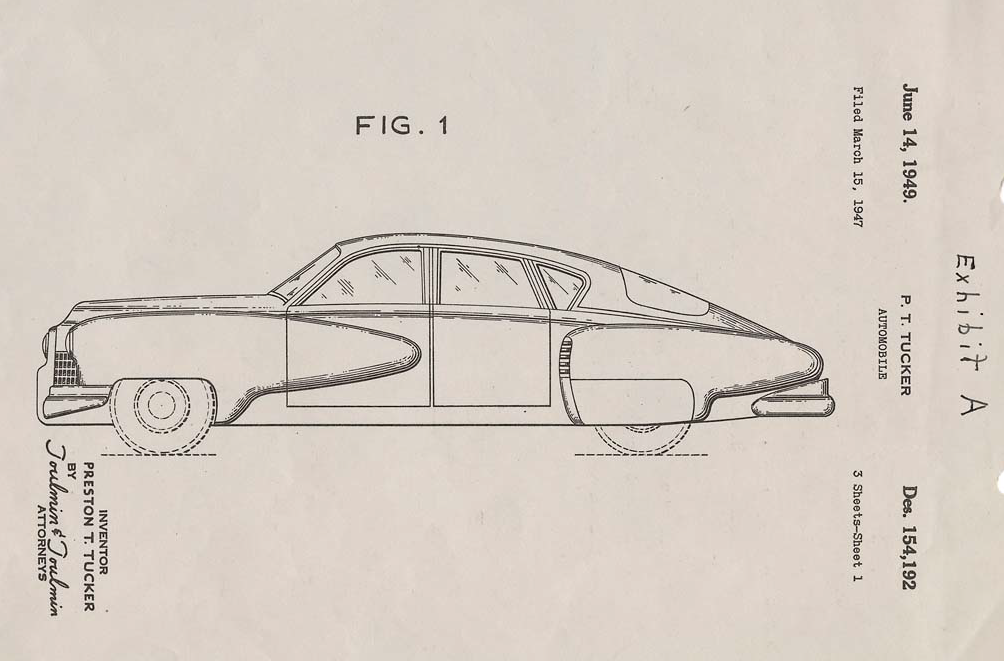
Disegno registrato nel 1947 della Tucker '48 Sedan "Torpedo".

Nel dopoguerra fondò nel 1946 la Tucker Corporation con lo scopo di produrre automobili. A tal fine riuscì a farsi concedere dal Governo degli Stati Uniti un grande ex stabilimento militare. Progettò nel 1947 un prototipo di un'avveniristica automobile che realizzò nel 1948 solo in alcuni esemplari, la Tucker Torpedo. Tucker, a causa degli enormi problemi tecnici di un progetto troppo innovativo, non riuscì ad avviare la produzione in serie di un'auto sulla carta così innovativa da poter  mettere in crisi il settore automobilistico americano di quegli anni. Travolto da problemi legali fu costretto al fallimento e accusato di bancarotta fraudolenta nel 1949. Venne assolto nel gennaio 1950 ma ormai la sua fabbrica non esisteva più. Alla Tucker Corporation fu negato successivamente anche lo stabilimento produttivo (poiché lo stabilimento di proprietà governativa era stato concesso a Tucker con l'obbligo di produrre almeno 50 vetture in un anno); Tucker venne assolto anche perché era riuscito nell'intento, nonostante le numerose avversità, dimostrando così la sua buona fede.
La produzione totale fu di 51 vetture. La cosa non fu sufficiente poiché la concessione dello stabilimento gli fu comunque annullata.
Ad oggi delle 51 Tucker Torpedo prodotte ne rimangono 47, la maggior parte delle quali esposte in musei aperti al pubblico.

## Gli anni successivi
Dopo l'esperienza con la Tucker Corporation, Preston Tucker collaborò con diversi investitori brasiliani e designer di automobili, per costruire una vettura sportiva chiamata "Tucker Carioca".
L'auto non venne mai prodotta per motivi di diritti sul nome.
Durante i viaggi fra gli Stati Uniti e il Brasile, Tucker iniziò ad accusare malori che rallentarono inesorabilmente le sue attività e lo portarono a scoprire di avere un cancro ai polmoni.
Morì di polmonite il 26 dicembre 1956 all'età di 53 anni. Tucker è sepolto presso il Michigan Memorial Park di Flat Rock, in Michigan.
La sua storia ha ispirato il film Tucker - Un uomo e il suo sogno, diretto da Francis Ford Coppola nel 1988.